# Turdus flavipes
Turdus flavipes là một loài chim trong họ Turdidae.